# 라마티보디 1세

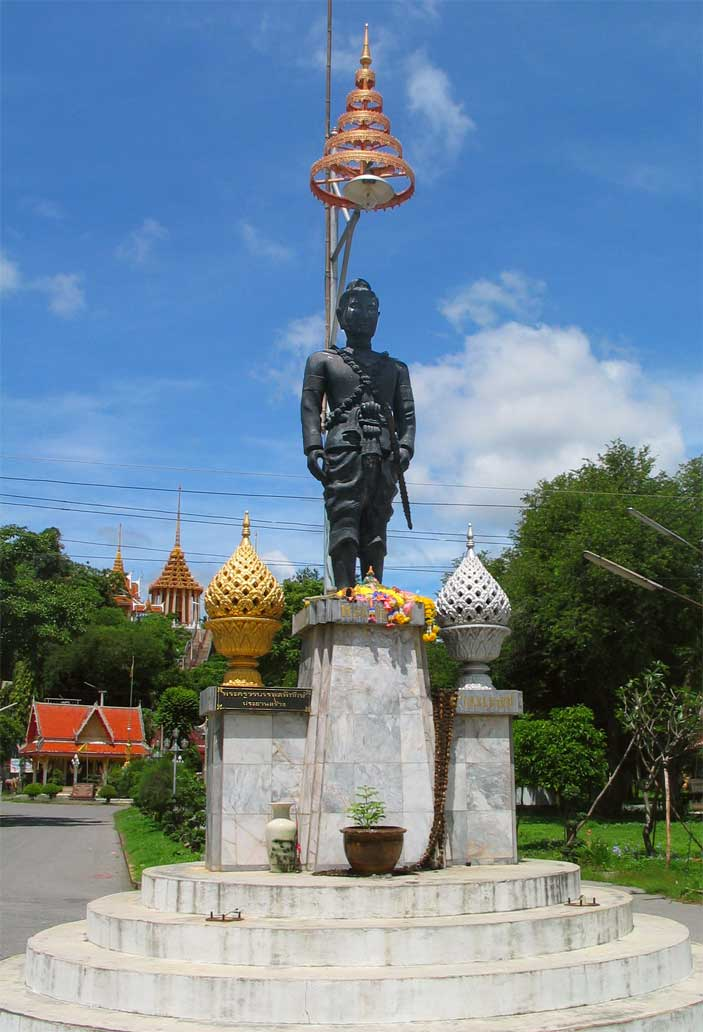
동상

라마티보디 1세(King Ramathibodi I, สมเด็จพระรามาธิบดีที่, 1314~1369년, 재위 1349∼1369년)는 타이의 아유타야 왕조의 창건자이다. 1347년경 수코타이 왕조의 속주(屬州) 우통을 영유하고 있다가 그 땅을 버리고 남쪽 메남강(江) 중의 한 섬에 아유타야 왕조의 새 도읍을 건설했다. 그는 1349년에 즉위하여 라마 티보디라 칭하였다. 왕은 수코타이 왕조의 쇠퇴를 틈타 그 영토를 잠식하고, 또 1352년에는 캄보디아의 쇠퇴를 틈타서 그 국도를 함락시켰다. 또한 탁월한 입법자로서 타이국(國) 최초의 법률 편찬자이기도 하다.

## 같이 보기
- 라보 왕국
- 아유타야 왕국